# The Elder Scrolls
The Elder Scrolls  es una serie de videojuegos de rol característica por su gran libertad en el planteamiento y gran extensión territorial. En esta serie el jugador participa en una historia épica en el continente de Tamriel tomando parte fundamental en los acontecimientos, normalmente de carácter apocalíptico, de cada era. Cada episodio simboliza un Elder Scroll, es decir, una especie de pergamino de extensión desconocida donde quedan escritas las hazañas del jugador. Estos existen desde el primer Imperio creado. La tradición de este juego dicta que el héroe al cual da vida el jugador empiece como un simple prisionero, resultando liberado de una u otra forma en los primeros compases del juego y recibe, a partir de ahí, total libertad para seguir la historia principal o explorar el mundo y realizar multitud de misiones y tareas secundarias. Esta libertad de acción para el jugador ha dado un gran renombre a esta serie. Los videojuegos de la serie The Elder Scrolls se subtitulan normalmente según el lugar en el que se desarrollan, por ejemplo The Elder Scrolls III: Morrowind. La saga The Elder Scrolls no había contado con traducción de voces al español hasta The Elder Scrolls V: Skyrim.

## Videojuegos
The Elder Scrolls se divide en 5 juegos principales:

### The Elder Scrolls: Arena (1994)
Aquí se iniciaba la historia del imperio gobernado por Uriel Septim VII. El joven emperador era traicionado por un mago guerrero de la corte llamado Jagar Tharn. Este traidor envía al emperador a una extraña dimensión creada por él mismo, y aprovecha para suplantar su identidad, iniciando así un reinado oscuro. La misión del jugador sería ejercer el papel de enviado de los dioses para desenmascarar al falso emperador y rescatar al auténtico Uriel Septim.
El juego ofrecía una libertad nunca vista hasta el momento en un videojuego. Permitía al jugador pasear por todo el Imperio haciendo lo que más le apeteciera: entrar en mazmorras, ayudar a los ciudadanos, salvar a un viajero o buscar un empleo son solo algunos de los ejemplos. A pesar de no destacar por sus gráficos, sorprendió su interesante línea argumental y su libertad absoluta por el gigantesco escenario. La gran desventaja del juego era la enorme cantidad de errores que dificultaban demasiado la conclusión del juego. Por lo demás, es el ejemplo perfecto de un RPG. Como curiosidad, en principio Bethesda Softworks (desarrolladora del juego) lo orientó como un juego de acción sobre gladiadores que viajaban de ciudad en ciudad en busca de la gloria. Finalmente se decantaron por el rol.

### The Elder Scrolls II: Daggerfall (1996)
En la segunda entrega nuestro personaje es enviado a la Provincia de Roca Alta, la parte más occidental de Tamriel y tierra natal de bretones (raza humana especialmente diestra en el uso de la magia) y orcos. Estamos allí por orden directa del mismísimo Uriel Septim para cumplir dos objetivos: llevar una carta a un Cuchilla (caballero al servicio del emperador) de la corte de la ciudad de Salto de la Daga (Daggerfall) y liberar a un rey fantasma cuyas intenciones desconocemos en un principio. La situación se complica cuando el Cuchilla nos "invita" a ayudarle en la búsqueda de una llave para resucitar al Numidium, un extraño golem gigante que guarda un gran poder para el Imperio.
El juego es el más extenso de todos, tanto por la línea argumental como por el mapeado (Roca Alta posee, al menos, el doble de tamaño del Reino Unido). Era mucho más profundo que Arena, y aumentaban los detalles roleros. Nos presentaba también unos vivos escenarios en 2.5D muy buenos para la época. Disponía de miles de mazmorras y cuevas para visitar, y más de 750.000 personajes con los que interactuar, desde aldeanos hasta caballeros. El juego podía ser excesivamente extenso para un jugador novato. Además, esta entrega añadía cinco finales distintos.
Antes de la aparición de la tercera entrega, Bethesda creó dos juegos basados en el mundo de Tamriel: An Elder Scrolls Legend: Battlespire y The Elder Scrolls Adventure: Redguard. En Battlespire se nos presentaban combates contra distintos monstruos en mazmorras. Redguard era un juego de aventuras donde encarnábamos a un guardia rojo que volvía a su patria, Páramo del Martillo, después de muchas batallas. Ambos juegos rompieron el estilo rolero de la saga, y gozaron de gran calidad.

### The Elder Scrolls III: Morrowind (2002)
Se trata de la entrega que atrajo más jugadores debido, principalmente, a la profundidad de su trama. Las acciones se desarrollan en las tierras de Morrowind, más concretamente en el Páramo de Vvarden, donde un antiguo mal resurge. Dagoth-Ur, un antiguo chimer (de los también conocidos como "elfos bajos", predecesores de los dunmer o "elfos oscuros") que había sido combatido en antaño por el Tribunal, los dioses vivientes de Morrowind, había vuelto de su largo sueño. Todos sus aliados y seguidores se preparaban para volver a servir a su amo. La gente temía por su vida y no había esperanza. Por suerte, llega nuestro personaje a la isla. No sabe ni quién es ni de donde viene. Poco a poco descubrirá que es el Nerevarino (la reencarnación de Nerevar Indoril, el único capaz de hacer frente a Dagoth-Ur en el pasado) para combatir la maldad de Dagoth-Ur y los siete vampiros que le servían.
Presentaba un mundo enorme y detallado, la posibilidad de editar el personaje y la aparición de la cámara en tercera persona hicieron de este juego una obra maestra. Existían distintas líneas argumentales aparte de la principal. Podíamos unirnos a cuatro gremios, servir a la guardia imperial o hacernos mercaderes para acumular la mayor fortuna posible. Las posibilidades eran infinitas. Todo eso junto con la impresionante cantidad de mods que aparecieron, hicieron que Morrowind fuera galardonado "Game of the year" de 2002.

#### The Elder Scrolls III: Tribunal
The Elder Scrolls III: Tribunal (2002) es una expansión oficial de Morrowind.
Toma lugar inmediatamente después de la trama principal de Morrowind, en la ciudadela de El Duelo, donde nuestro personaje llega luego de un intento por asesinarlo.
Aunque no es un lugar grande, continúa la historia que falta de Morrowind, presentándonos con el asesinato de Sotha Sil y la locura de Almalexia, dos de los dioses vivientes de Morrowind.

#### The Elder Scrolls III: Bloodmoon
The Elder Scrolls III: Bloodmoon (2003) es una expansión oficial de Morrowind.
Añade una isla al norte, situada entre Morrowind y Skyrim, llamada Solstheim, y una trepidante trama en la que deberemos elegir de qué lado estar, los aldeanos nórdicos de la tribu Skaal, o ser un licántropo sediento de sangre. Elijamos lo que elijamos llegaremos a un final común, el enfrentamiento con Hircine, el príncipe daédrico de la cacería, al que deberemos enfrentar, para poder sobrevivir y terminar con la "Luna de Sangre".

### The Elder Scrolls IV: Oblivion (2006)
Se desarrolla en Cyrodiil (la provincia central del Imperio de Tamriel, también conocida como Provincia Imperial), la Ciudad Imperial (la capital del Imperio de Tamriel) y en parte del plano de Oblivion perteneciente a Mehrunes Dagon, uno de los príncipes Daedra. Recibiremos la visita del mismísimo Uriel Septim VII en nuestra celda, que nos dirá que somos los elegidos para salvar a Tamriel de la invasión Daedra, proveniente de Oblivion (el plano donde residen los príncipes daédricos). Tras esas palabras, seremos testigos de la muerte del emperador a manos de una extraña hermandad llamada el "Amanecer Mítico". A partir de aquí nuestro personaje iniciará una gran aventura para cerrar las puertas de Oblivion y encontrar al heredero del trono de Tamriel para destruir al Amanecer Mítico y evitar que Mehrunes Dagon capture Nirn (el planeta donde se encuentra Tamriel) arrastrándola al plano de Oblivion.
El mundo vuelve a ser gigantesco, con unas majestuosas ciudades que cada una cuenta con su propia historia y problemas. Su gran calidad gráfica, con unos escenarios muy variados y los diversos gremios dan mucha variedad al juego. Fue coronado "Game of the Year" de 2006.

#### The Elder Scrolls IV: Knights of the Nine
The Elder Scrolls IV: Knights of the Nine (Caballeros de los Nueve, 2006) es una expansión oficial de Oblivion. Siendo el protagonista el mismo que el del juego original, en esta expansión nos toca evitar el regreso de un vil rey hechicero ayleid (una raza antigua de elfos que en el pasado dominó gran parte de Tamriel, fundando el primer Imperio que esclavizó a los humanos) denominado "Umaril el Impetuoso", derrotado en la Primera Era por Pelinal Descarga Blanca. Solo convirtiéndonos en el Cruzado de los Dioses y reunificando a los Caballeros de los Nueve podremos detener dicha invasión.

#### The Elder Scrolls IV: Shivering Isles (2007)
The Elder Scrolls IV: Shivering Isles (2007) es una expansión oficial de Oblivion. En esta ocasión nos ponemos al servicio de Sheogorath, el príncipe daédrico de la locura, que gobierna las Islas Temblorosas, un plano de Oblivion completamente distinto al que se ve en la campaña original. Lejos de ser un lugar de aspecto infernal, las Islas Temblorosas son un paraje boscoso y colorista habitado por toda clase de criaturas enloquecidas.

### The Elder Scrolls V: Skyrim (2011)
Lanzado por Bethesda Softworks el 11-11-11 (11 de noviembre de 2011) y ganador como juego del año por los Video Game Awards 2011 - dándole también a Bethesda el premio como mejor estudio - The Elder Scrolls V nos lleva a la tierra que es cuna y hogar de los nórdicos: Skyrim. 
Los sucesos que acontecen en esta entrega tienen lugar 200 años después de los hechos de The Elder Scrolls IV: Oblivion. El Imperio es obligado por el tratado de paz conocido como el Concordato Blanco y Dorado tras la Gran Guerra contra el Dominio de Aldmer, a prohibir el culto y adoración de Talos - el primer emperador de la Dinastía Septim, que además ascendió a la divinidad. Sin embargo, los nórdicos originarios de Skyrim no toleran la prohibición de la adoración de uno de sus héroes y protector de la Humanidad, por lo que en Skyrim estalla una guerra civil entre dos bandos: la Legión Imperial Nórdica y los Capas de la Tormenta (los nórdicos que luchan por la independencia del Reino de Skyrim).
Sin embargo, la contienda civil no será lo único que preocupe a los habitantes de Skyrim, ya que los dragones, que se creían extintos; han regresado, devastando pueblos y ciudades, y alguien deberá hacerles frente.
Skyrim es la región más septentrional del continente de Tamriel. Esta provincia hace frontera con Morrowind por el este, Cyrodiil por el sur, Páramo del Martillo al suroeste y Roca Alta por el noroeste. Tiene diferentes tipos de terreno incluyendo llanos de tundra, bosques, tierras altas y zonas montañosas. Es la región más escarpada del continente y dispone de las cuatro montañas más altas de todo Tamriel. Solo en las zonas del oeste hay algunas zonas de tierra baja donde reside la mayor parte de la población. Dispone de un clima frío y nevado.
Fue coronado "Game of the year" de 2011, entre otros numerosos premios, y ha cosechado excelentes notas tanto por crítica como por público, como un 10/10 en Meristation o un 40/40 en Famitsu, siendo el segundo juego de rol de acción occidental en conseguir esto en Japón.

#### The Elder Scrolls V: Dawnguard (2012)
Es la primera expansión oficial de Skyrim. La historia gira en torno al descubrimiento de una vampiresa llamada Serana, hija de Lord Harkon (uno de los vampiros más antiguos de Tamriel), y de un segundo Pergamino Antiguo (Elder Scroll). Al trasladar a Serana al castillo de Volkihar decides si aceptar la recompensa por el regreso de la querida hija de Harkon o rechazarla. Al aceptarla te unes a las líneas de batalla vampíricas convirtiéndote en un Señor Vampiro, mientras que al rechazarlo sigues en el bando de la Guardia del Alba (una orden de cazavampiros). La intención de Lord Harkon es bloquear permanentemente el sol, cosa que hasta algunos vampiros aliados a él lo consideran un grave error.
En esta expansión del juego se agregan nuevas armas como la ballesta y enemigos como el dragón legendario.
A través de esta expansión suceden acontecimientos importantes para Tamriel, como el descubrimiento de los últimos dos elfos de las nieves (los antiguos falmer o "elfos de las nieves") y un tercer Pergamino Antiguo.

#### The Elder Scrolls V: Hearthfire (2012)
En Hearthfire nos brindan la oportunidad de construir nuestra propia casa, construyéndola desde los cimientos. Tendrás la opción de comprar un terreno donde se podrá edificar tu propiedad con diversas variedades de formas desde armerías, cocinas, dormitorios, hasta salas de trofeos, torres, invernaderos, etc. Además de la construcción también se podrá adoptar niños para ello simplemente necesitas una casa con un dormitorio infantil. Esta expansión de Skyrim no dispone de ningún contenido de ampliación de mapa ni nuevas misiones, historias ni armaduras, simplemente es una expansión que nos da una oportunidad creativa y así ampliar las diversas opciones que nos da Skyrim.

#### The Elder Scrolls V: Dragonborn (2013)
La tercera expansión de la quinta entrega de la saga de The Elder Scrolls, la trama transcurre en torno a la reaparición de Miraak, el primer Sangre de Dragón, que intenta conquistar Tamriel valiéndose de los conocimientos otorgados por los Libros Negros, artefactos daédricos portadores de conocimiento arcano de Hermaeus Mora, el príncipe daédrico del conocimiento y el destino. En esta aventura nuestro personaje aprenderá nuevos Thu'um y nuevo conocimiento para vencer a su archinémesis. Esta expansión nos trae de regreso a Solstheim con novedades como la capacidad de domesticar y montar dragones, así como nuevas misiones, armaduras y hechizos que provocaron la nostalgia de los seguidores de Morrowind.

### The Elder Scrolls VI
Una nueva entrega de la saga principal de The Elder Scrolls fue anunciada en el E3 del año 2018, en la que se mostró un pequeño teaser donde se dejó ver que la compañía tenía claro el lanzamiento de un nuevo juego, pero sin concretar fechas de distribución ni tráileres visuales más allá de conjeturas y un breve teaser.

### Otros videojuegos
Aparte de la historia central hay más juegos:
- An Elder Scrolls Legend: Battlespire (1997)
- The Elder Scrolls Adventures: Redguard (1998)
- The Elder Scrolls Travels: Dawnstar (2003)
- The Elder Scrolls Travels: Stormhold (2004)
- The Elder Scrolls Travels: Shadowkey (2004)
- The Elder Scrolls: Oblivion Mobile (2006)
- The Elder Scrolls Online (2014)
- The Elder Scrolls: Legends (2016)
- The Elder Scrolls: Blades (2018)

En los cuatro años de gestación que tardaron en Bethesda para crear la cuarta parte, aparecieron dos videojuegos para móvil basados en el universo Elder Scrolls: The Elder Scrolls Travels: Dawnstar y The Elder Scrolls Travels: Stormhold. También apareció un videojuego para la consola portátil N-Gage llamado The Elder Scrolls Travels: Shadowkey.